# Unione Sportiva Grosseto Football Club 2011-2012
Questa pagina raccoglie i dati riguardanti l'Unione Sportiva Grosseto Football Club nelle competizioni ufficiali della stagione 2011-2012.

## Stagione
È la stagione del centenario unionista. Tra i movimenti in entrata di mercato, vengono riscattati Sforzini e Crimi e arrivano molti giovani di buone aspettative. Tra le partenze spiccano quelle di Vitiello e Mora, il primo accasatosi all'Ascoli, il secondo, svincolato, trova posto nello Spezia.
In panchina viene chiamato Guido Ugolotti. Dopo un avvio di stagione molto positivo, in cui i maremmani si ritrovano imbattuti fino alla settima giornata, la squadra subisce tre sconfitte esterne consecutive contro Torino (1-0), Cittadella (2-0), e Sassuolo (1-0), che costano il posto a Ugolotti.
Al suo posto arriva  il Principe  Giuseppe Giannini, ex bandiera della Roma. In un mese, la squadra alterna vittorie esterne contro Nocerina (1-2), e Padova (0-1), a pesanti sconfitte interne, rispettivamente contro Bari (0-1), Varese (1-5), e Juve Stabia (0-3). Dopo la vittoria esterna sul Pescara (1-2), durante l'intervista postpartita, Giannini rassegna le dimissioni a causa dei dissidi con Camilli, annunciandolo in diretta ai microfoni dei giornalisti presenti in sala stampa.
Viene sostituito da Fabio Viviani, che esordisce alla guida dei toscani cinque giorni dopo contro il Modena (1-1).
Durante la sessione invernale del calciomercato arrivano Sciacca e Keko dal Catania, Jadid dal Parma e Calderoni, che rientra in anticipo dal prestito al Piacenza. A partire sono Federici, che passa al Frosinone, Alessandro, al Taranto, e Freddi, che lascia i maremmani dopo cinque stagioni per andare alla Reggina.
Il 1º febbraio 2012, a seguito della sconfitta contro il Verona (2-0), Viviani viene esonerato, e al suo posto viene richiamato Guido Ugolotti. Il 14 maggio 2012, dopo la sconfitta esterna contro il Modena (2-1), Ugolotti viene nuovamente esonerato. Prende il suo posto Francesco Statuto, ex allenatore della primavera, che ottiene la salvezza il 20 maggio seguente contro l'Empoli (1-1), con un turno di anticipo.

## Divise e sponsor
Lo sponsor tecnico per la stagione 2011-2012 è Erreà. Lo sponsor principale è ILCO (Industria Lavorazione Carni Ovine).
| Casa | Trasferta |  |

## Organigramma societario
Dal sito internet della società:
Area direttiva
- Presidente: Piero Camilli
- Direttore generale: Alessandro Scalone
- Direttore amministrativo: Andrea Gazzoli

Area organizzativa
- Team manager: Luciano Cafaro
- Responsabile organizzativo settore giovanile: Enzo Madau
- Segreteria: Maria Chiara Zuppardo
- Responsabile sicurezza: Guido Venturacci
- Responsabile biglietteria e accrediti: Luisa Celentano

Area comunicazione
- Responsabile comunicazione: Roberto Lottini
- Redazione sito web: Luca Ginanneschi, Alessandra Rossi

Area tecnica
- Direttore sportivo: Vincenzo Mirra (fino al 27/11/2011)
Nicola Salerno (dal 27/11/2011)
- Capo osservatori: Enrico Maria Amore
- Allenatore: Guido Ugolotti, poi Giuseppe Giannini, poi Fabio Viviani, poi Guido Ugolotti, poi Francesco Statuto
- Allenatore in seconda: Fabio Andreozzi, poi Ferruccio Mariani, poi Antonino Praticò, poi Fabio Andreozzi
- Preparatore dei portieri: Alessandro Mannini
- Preparatore atletico: Donatello Matarangolo
- Responsabile tecnico settore giovanile: Silvio Argenio

Area sanitaria
- Responsabile medico: Angelo Cianfana
- Medico sociale: Giorgio Mazzucchelli, Luigi Riccardo Storcè
- Coordinatore staff: Edoardo Laiolo
- Responsabile recupero infortunati: Mario Fei
- Fisioterapista: Marco Pieri
- Massaggiatore: Alessandro Petri

## Rosa
In corsivo i calciatori non facenti più parte della rosa, ma iscritti a referto durante la stagione.
| N. |                      | Ruolo | Calciatore                |
| -- | -------------------- | ----- | ------------------------- |
| 3  | Italia (bandiera)    | D     | Gianluigi Bianco          |
| 4  | Italia (bandiera)    | D     | Angelo Iorio              |
| 5  | Italia (bandiera)    | D     | Gianluca Freddi           |
| 5  | Marocco (bandiera)   | C     | Abderrazzak Jadid         |
| 6  | Italia (bandiera)    | C     | Marco Crimi               |
| 7  | Italia (bandiera)    | C     | Nicola Mancino            |
| 8  | Ghana (bandiera)     | C     | Yaw Asante                |
| 9  | Spagna (bandiera)    | A     | Keko                      |
| 10 | Italia (bandiera)    | C     | Luigi Consonni            |
| 11 | Italia (bandiera)    | C     | Paolo Zanetti             |
| 11 | Italia (bandiera)    | A     | Davis Curiale             |
| 12 | Italia (bandiera)    | C     | Simone Esposito           |
| 13 | Italia (bandiera)    | D     | Matteo Bruscagin          |
| 16 | Italia (bandiera)    | D     | Francesco Bossa           |
| 17 | Italia (bandiera)    | C     | Federico Moretti          |
| 19 | Italia (bandiera)    | D     | Giovanni Formiconi        |
| 21 | Argentina (bandiera) | A     | Luis Alfageme             |
| 22 | Italia (bandiera)    | C     | Gaetano Caridi (capitano) |
| 23 | Italia (bandiera)    | A     | Danilo Alessandro         |
| 23 | Italia (bandiera)    | P     | Sergio Viotti             |

| N. |                       | Ruolo | Calciatore          |
| -- | --------------------- | ----- | ------------------- |
| 24 | Italia (bandiera)     | D     | Marco Calderoni     |
| 25 | Italia (bandiera)     | A     | Gianvito Misuraca   |
| 25 | Italia (bandiera)     | A     | Federico Gerardi    |
| 27 | Slovacchia (bandiera) | D     | Martin Petráš       |
| 28 | Italia (bandiera)     | C     | Francesco Mancini   |
| 29 | Italia (bandiera)     | P     | Antonio Narciso     |
| 30 | Italia (bandiera)     | P     | Michele Mangiapelo  |
| 32 | Italia (bandiera)     | A     | Ferdinando Sforzini |
| 33 | Italia (bandiera)     | D     | Samuele Olivi       |
| 37 | Italia (bandiera)     | C     | Fabio Sciacca       |
| 38 | Italia (bandiera)     | D     | Daniele Federici    |
| 50 | Italia (bandiera)     | P     | Ivan Lanni          |
| 52 | Italia (bandiera)     | A     | Arturo Lupoli       |
| 80 | Italia (bandiera)     | D     | Andrea Giallombardo |
| 88 | Italia (bandiera)     | D     | Emanuele Padella    |
| 90 | Brasile (bandiera)    | C     | Ronaldo             |
| 91 | Italia (bandiera)     | A     | Leonardo Nanni      |
| 92 | Italia (bandiera)     | D     | Luca Antei          |
| 94 | Italia (bandiera)     | C     | Davide Biraschi     |

## Calciomercato

### Sessione estiva(dal 01/07 al 31/08)
| Acquisti | Acquisti            | Acquisti  | Acquisti                   |
| R.       | Nome                | da        | Modalità                   |
| -------- | ------------------- | --------- | -------------------------- |
| P        | Ivan Lanni          | Pisa      | definitivo                 |
| D        | Luca Antei          | Roma      | prestito                   |
| D        | Gianluigi Bianco    | Sampdoria | prestito                   |
| D        | Francesco Bossa     | Udinese   | prestito                   |
| D        | Matteo Bruscagin    | Milan     | riscatto compartecipazione |
| D        | Marco Calderoni     | Piacenza  | definitivo                 |
| D        | Diego Conson        | Pomezia   | definitivo                 |
| D        | Giovanni Formiconi  | Udinese   | compartecipazione          |
| D        | Andrea Giallombardo | Ascoli    | prestito                   |
| D        | Samuele Olivi       |           | svincolato                 |
| D        | Emanuele Padella    | Parma     | compartecipazione          |
| C        | Federico Cerone     | Barletta  | fine prestito              |
| C        | Marco Crimi         | Bari      | definitivo                 |
| C        | Andrea Elisei       | Ternana   | fine prestito              |
| C        | William Justino     | Ascoli    | definitivo                 |
| C        | Francesco Mancini   | Lazio     | definitivo                 |
| C        | Nicola Mancino      | Siracusa  | definitivo                 |
| C        | Federico Moretti    | Catania   | prestito                   |
| C        | Ronaldo             |           | svincolato                 |
| C        | Francesco Uliano    | Ascoli    | definitivo                 |
| C        | Paolo Zanetti       |           | svincolato                 |
| A        | Luis Alfageme       | Brescia   | riscatto compartecipazione |
| A        | Federico Gerardi    | Udinese   | prestito                   |
| A        | Ivan Iannicella     | Sorrento  | definitivo                 |
| A        | Arturo Lupoli       | Ascoli    | definitivo                 |
| A        | Manolo Mosciaro     | Pisa      | fine prestito              |
| A        | Marco Guidone       | Pisa      | fine prestito              |
| A        | Ferdinando Sforzini | Udinese   | definitivo                 |

| Cessioni | Cessioni              | Cessioni   | Cessioni                      |
| R.       | Nome                  | a          | Modalità                      |
| -------- | --------------------- | ---------- | ----------------------------- |
| D        | Thierry Audel         | Pisa       | risoluzione comproprietà      |
| D        | Marco Calderoni       | Piacenza   | prestito                      |
| D        | Diego Conson          | Viareggio  | compartecipazione             |
| D        | Andrea Giallombardo   | Ascoli     | fine prestito                 |
| D        | Nicola Mora           |            | svincolato                    |
| D        | Rincon                | Chievo     | fine prestito                 |
| D        | Samuele Sereni        | Pisa       | risoluzione compartecipazione |
| D        | Marco Turati          | Modena     | definitivo                    |
| C        | Riccardo Allegretti   | Triestina  | definitivo                    |
| C        | Federico Cerone       | Barletta   | definitivo                    |
| C        | William Justino       | Avellino   | compartecipazione             |
| C        | Romeo Papini          | Spezia     | definitivo                    |
| C        | Panagiōtīs Tachtsidīs | Genoa      | fine prestito                 |
| C        | Francesco Uliano      | Südtirol   | compartecipazione             |
| C        | Leandro Vitiello      | Ascoli     | definitivo                    |
| A        | Marco Giovio          | Foggia     | prestito                      |
| A        | Marco Guidone         | Foligno    | prestito                      |
| A        | Ciro Immobile         | Juventus   | fine prestito                 |
| A        | Andrea Soncin         | Ascoli     | definitivo                    |
| A        | Samuel Teuber         | O'Higgins  | fine prestito                 |
| A        | Papa Waigo            | Fiorentina | fine prestito                 |

### Sessione invernale(dal 3/1 al 31/1)
| Acquisti | Acquisti          | Acquisti  | Acquisti          |
| R.       | Nome              | da        | Modalità          |
| -------- | ----------------- | --------- | ----------------- |
| P        | Sergio Viotti     | Triestina | prestito          |
| D        | Marco Calderoni   | Piacenza  | fine prestito     |
| C        | Abderrazzak Jadid | Parma     | prestito          |
| C        | Simone Esposito   | Juventus  | compartecipazione |
| C        | Fabio Sciacca     | Catania   | prestito          |
| A        | Keko              | Catania   | prestito          |
| A        | Davis Curiale     | Triestina | definitivo        |
| A        | Gianvito Misuraca | Vicenza   | prestito          |
| A        | Marco Giovio      | Foggia    | fine prestito     |

| Cessioni | Cessioni          | Cessioni  | Cessioni      |
| R.       | Nome              | a         | Modalità      |
| -------- | ----------------- | --------- | ------------- |
| D        | Gianluigi Bianco  | Sampdoria | fine prestito |
| D        | Daniele Federici  | Frosinone | definitivo    |
| D        | Matteo Bruscagin  | Latina    | comproprietà  |
| D        | Gianluca Freddi   | Reggina   | definitivo    |
| C        | Paolo Zanetti     | Sorrento  | definitivo    |
| A        | Danilo Alessandro | Taranto   | definitivo    |
| A        | Federico Gerardi  | Udinese   | fine prestito |
| A        | Marco Giovio      | Piacenza  | prestito      |

## Risultati

### Serie B

#### Girone d'andata
| Arbitro: | Giacomelli (Trieste) |

|                         |           |  |
| Alfageme 20’ Caridi 37’ | Marcatori |  |

| Arbitro: | Di Paolo (Avezzano) |

|                        |           |                           |
| Previtali 1’ Cocco 47’ | Marcatori | 33’ Sforzini 37’ Alfageme |

| Arbitro: | Nasca (Bari) |

|                     |           |              |
| Ceravolo 16’ (rig.) | Marcatori | 56’ Sforzini |

| Arbitro: | Irrati (Pistoia) |

|                                |           |           |
| Sforzini 44’ Caridi 81’ (rig.) | Marcatori | 14’ Gomez |

| Genova 17 settembre 2011, ore 15:00 UTC+2 5ª giornata | Sampdoria        | 0 – 0 referto | Grosseto | Stadio Luigi Ferraris (21.463 spett.)\| Arbitro: \| Ostinelli (Como) \| |
| Arbitro:                                              | Ostinelli (Como) |               |          |                                                                         |

| Arbitro: | Mariani (Aprilia) |

|                           |           |  |
| Caridi 37’ Alfageme 90+4’ | Marcatori |  |

| Arbitro: | Gavillucci (Latina) |

|                                   |           |                                                        |
| Lupoli 30’, 56’ Caridi 41’ (rig.) | Marcatori | 20’ (rig.) Papa Waigo 43’ L. Vitiello 90+5’ Giovannini |

| Arbitro: | Calvarese (Teramo) |

|                  |           |  |
| Iorio 79’ (aut.) | Marcatori |  |

| Arbitro: | Candussio (Cervignano del Friuli) |

|             |           |                |
| Sforzini 2’ | Marcatori | 37’ Abbruscato |

| Arbitro: | Irrati (Firenze) |

|                      |           |  |
| Maah 8’ Di Nardo 27’ | Marcatori |  |

| Arbitro: | Baratta (Salerno) |

|                         |           |  |
| Sforzini 21’ Caridi 59’ | Marcatori |  |

| Arbitro: | Nasca (Bari) |

|            |           |  |
| Boakye 13’ | Marcatori |  |

| Arbitro: | Giancola (Vasto) |

|  |           |              |
|  | Marcatori | 45+1’ Caputo |

| Arbitro: | Mariani (Aprilia) |

|                 |           |                          |
| L. Castaldo 10’ | Marcatori | 39’ Mancino 58’ Consonni |

| Arbitro: | Tozzi (Roma) |

|              |           |                                                        |
| Sforzini 75’ | Marcatori | 5’ Martinetti 7’ Carrozza 18’, 33’ Cellini 32’ Zecchin |

| Arbitro: | Pinzani (Empoli) |

|  |           |                    |
|  | Marcatori | 9’ (rig.) Sforzini |

| Arbitro: | Di Bello (Brindisi) |

|  |           |                              |
|  | Marcatori | 46’, 71’ Sau 86’ Scozzarella |

| Arbitro: | Nasca (Bari) |

|               |           |                           |
| Sansovini 21’ | Marcatori | 40’ Alfageme 81’ Sforzini |

| Arbitro: | Ciampi (Roma) |

|              |           |              |
| Sforzini 81’ | Marcatori | 57’ G. Greco |

| Arbitro: | Palazzino (Ciampino) |

|                                |           |                   |
| Mch'edlidze 22’ Signorelli 40’ | Marcatori | 10’, 69’ Sforzini |

| Arbitro: | Tommasi (Bassano del Grappa) |

|            |           |                |
| Caridi 56’ | Marcatori | 71’ Belingheri |

#### Girone di ritorno
| Arbitro: | Massa (Imperia) |

|                                                        |           |  |
| Bazzoffia 2’ Graffiedi 6’ D. Ciofani 35’ Boisfer 90+2’ | Marcatori |  |

| Arbitro: | Baracani (Firenze) |

|              |           |  |
| Alfageme 59’ | Marcatori |  |

| Grosseto 29 gennaio 2012, ore 15:00 UTC+1 24ª giornata | Grosseto          | 0 – 0 referto | Reggina | Stadio Carlo Zecchini (1.650 spett.)\| Arbitro: \| Baratta (Salerno) \| |
| Arbitro:                                               | Baratta (Salerno) |               |         |                                                                         |

| Arbitro: | Gavillucci (Latina) |

|                  |           |  |
| Lepiller 2’, 38’ | Marcatori |  |

| Arbitro: | Pinzani (Empoli) |

|  |           |            |
|  | Marcatori | 66’ Foggia |

| Arbitro: | Calvarese (Teramo) |

|                          |           |                         |
| Calil 84’ Florenzi 90+4’ | Marcatori | 11’ Mancino 87’ Curiale |

| Arbitro: | Irrati (Pistoia) |

|  |           |                     |
|  | Marcatori | 65’, 90+4’ Alfageme |

| Arbitro: | Ostinelli (Como) |

|  |           |                                               |
|  | Marcatori | 12’ Oduamadi 90+2’ R. Bianchi 90+5’ Antenucci |

| Arbitro: | Di Bello (Brindisi) |

|  |           |              |
|  | Marcatori | 52’ Alfageme |

| Arbitro: | Di Paolo (Avezzano) |

|                                |           |                                     |
| Sforzini 13’ Caridi 31’ (rig.) | Marcatori | 47’ Busellato 72’ (rig.) Di Roberto |

| Arbitro: | Viti (Campobasso) |

|                   |           |             |
| F. Rossi 39’, 58’ | Marcatori | 37’ Mancino |

| Arbitro: | Palazzino (Ciampino) |

|                          |           |                       |
| Sforzini 51’ (rig.), 90’ | Marcatori | 37’ Marchi 70’ Boakye |

| Arbitro: | Cervellera (Taranto) |

|            |           |              |
| Galano 84’ | Marcatori | 35’ Alfageme |

| Arbitro: | Gavillucci (Latina) |

|              |           |                   |
| Sforzini 35’ | Marcatori | 13’, 69’ Laverone |

| Arbitro: | Mariani (Aprilia) |

|             |           |                                           |
| Granoche 6’ | Marcatori | 50’ (aut.) Troest 81’ Padella 83’ Sciacca |

| Arbitro: | Nasca (Bari) |

|                   |           |               |
| Sforzini 52’, 54’ | Marcatori | 4’, 36’ Cacia |

| Castellammare di Stabia 1º maggio 2012, ore 15:00 UTC+2 38ª giornata | Juve Stabia       | 0 – 0 referto | Grosseto | Stadio Romeo Menti (2.834 spett.)\| Arbitro: \| Viti (Campobasso) \| |
| Arbitro:                                                             | Viti (Campobasso) |               |          |                                                                      |

| Arbitro: | Gallione (Alessandria) |

|                     |           |                                                           |
| Sforzini 75’, 90+5’ | Marcatori | 33’ (aut.) Alfageme 42’ Insigne 53’ Nielsen 66’ Sansovini |

| Arbitro: | Di Paolo (Avezzano) |

|                              |           |             |
| Cellini 78’ Di Gennaro 90+1’ | Marcatori | 3’ Sforzini |

| Arbitro: | Cervellera (Taranto) |

|           |           |            |
| Antei 10’ | Marcatori | 17’ Tavano |

| Arbitro: | Giacomelli (Trieste) |

|                             |           |  |
| Belingheri 23’ Bernacci 45’ | Marcatori |  |

### Coppa Italia
| Arbitro: | Gavillucci (Latina) |

|                                    |           |                         |
| Sforzini 59’ Lupoli 67’ Caridi 79’ | Marcatori | 3’ Cavagna 41’ Marongiu |

| Arbitro: | Gervasoni (Mantova) |

|                                          |           |                    |
| Giovinco 44’ Pellè 57’ Crespo 73’, 90+1’ | Marcatori | 80’ (aut.) Paletta |

## Statistiche

### Statistiche di squadra
Aggiornate al 26 maggio 2012
| Competizione | Punti | In casa | In casa | In casa | In casa | In casa | In casa | In trasferta | In trasferta | In trasferta | In trasferta | In trasferta | In trasferta | Totale | Totale | Totale | Totale | Totale | Totale | DR  |
| Competizione | Punti | G       | V       | N       | P       | Gf      | Gs      | G            | V            | N            | P            | Gf           | Gs           | G      | V      | N      | P      | Gf     | Gs     | DR  |
| ------------ | ----- | ------- | ------- | ------- | ------- | ------- | ------- | ------------ | ------------ | ------------ | ------------ | ------------ | ------------ | ------ | ------ | ------ | ------ | ------ | ------ | --- |
| Serie B      | 49    | 21      | 5       | 9       | 7       | 26      | 33      | 21           | 6            | 7            | 8            | 21           | 27           | 42     | 11     | 16     | 15     | 47     | 60     | -13 |
| Coppa Italia |       | 1       | 1       | 0       | 0       | 3       | 2       | 1            | 0            | 0            | 1            | 1            | 4            | 2      | 1      | 0      | 1      | 4      | 5      | -1  |
| Totale       | -     | 22      | 6       | 9       | 7       | 29      | 35      | 22           | 6            | 7            | 9            | 22           | 31           | 44     | 12     | 16     | 16     | 51     | 65     | -14 |

### Statistiche dei giocatori
Aggiornate al 26 maggio 2012
| Giocatore       | Serie B  | Serie B | Serie B     | Serie B    | Coppa Italia | Coppa Italia | Coppa Italia | Coppa Italia | Totale   | Totale | Totale      | Totale     |
| Giocatore       | Presenze | Reti    | Ammonizioni | Espulsioni | Presenze     | Reti         | Ammonizioni  | Espulsioni   | Presenze | Reti   | Ammonizioni | Espulsioni |
| --------------- | -------- | ------- | ----------- | ---------- | ------------ | ------------ | ------------ | ------------ | -------- | ------ | ----------- | ---------- |
| D. Alessandro   | 9        | 0       | 0           | 0          | 0            | 0            | 0            | 0            | 9        | 0      | 0           | 0          |
| L. Alfageme     | 33       | 9       | 5           | 1          | 1            | 0            | 0            | 0            | 34       | 9      | 5           | 1          |
| L. Antei        | 21       | 1       | 8           | 0          | 0            | 0            | 0            | 0            | 21       | 1      | 8           | 0          |
| Y. Asante       | 11       | 0       | 3           | 0          | 2            | 0            | 0            | 0            | 13       | 0      | 3           | 0          |
| G. Bianco       | 7        | 0       | 0           | 0          | 2            | 0            | 0            | 0            | 9        | 0      | 0           | 0          |
| D. Biraschi     | 1        | 0       | 0           | 0          | 0            | 0            | 0            | 0            | 1        | 0      | 0           | 0          |
| F. Bossa        | 1        | 0       | 0           | 0          | 0            | 0            | 0            | 0            | 1        | 0      | 0           | 0          |
| M. Calderoni    | 13       | 0       | 1           | 0          | -            | -            | -            | -            | 13       | 0      | 1           | 0          |
| G. Caridi       | 35       | 7       | 6           | 0          | 2            | 1            | 0            | 0            | 37       | 8      | 6           | 0          |
| L. Consonni     | 27       | 1       | 11          | 1          | 2            | 0            | 1            | 0            | 29       | 1      | 12          | 1          |
| M. Crimi        | 38       | 0       | 13          | 0          | 2            | 0            | 1            | 0            | 40       | 0      | 14          | 0          |
| D. Curiale      | 7        | 1       | 1           | 0          | -            | -            | -            | -            | 7        | 1      | 1           | 0          |
| S. Esposito     | 5        | 0       | 0           | 0          | -            | -            | -            | -            | 5        | 0      | 0           | 0          |
| D. Federici     | 3        | 0       | 0           | 0          | 2            | 0            | 1            | 0            | 5        | 0      | 1           | 0          |
| G. Formiconi    | 8        | 0       | 2           | 0          | 0            | 0            | 0            | 0            | 8        | 0      | 2           | 0          |
| G. Freddi       | 0        | 0       | 0           | 0          | 0            | 0            | 0            | 0            | 0        | 0      | 0           | 0          |
| F. Gerardi      | 15       | 0       | 4           | 0          | 1            | 0            | 0            | 0            | 16       | 0      | 4           | 0          |
| A. Giallombardo | 29       | 0       | 9           | 0          | 0            | 0            | 0            | 0            | 29       | 0      | 9           | 0          |
| A. Iorio        | 9        | 0       | 0           | 0          | 1            | 0            | 0            | 0            | 10       | 0      | 0           | 0          |
| A. Jadid        | 9        | 0       | 1           | 0          | -            | -            | -            | -            | 9        | 0      | 1           | 0          |
| Keko            | 10       | 0       | 1           | 0          | -            | -            | -            | -            | 10       | 0      | 1           | 0          |
| I. Lanni        | 0        | 0       | 0           | 0          | 0            | 0            | 0            | 0            | 0        | 0      | 0           | 0          |
| A. Lupoli       | 19       | 2       | 3           | 0          | 1            | 1            | 0            | 0            | 20       | 3      | 3           | 0          |
| N. Mancino      | 25       | 3       | 5           | 0          | 2            | 0            | 0            | 0            | 27       | 3      | 5           | 0          |
| F. Mancini      | 5        | 0       | 0           | 0          | 0            | 0            | 0            | 0            | 5        | 0      | 0           | 0          |
| M. Mangiapelo   | 0        | 0       | 0           | 0          | 0            | 0            | 0            | 0            | 0        | 0      | 0           | 0          |
| G. Misuraca     | 6        | 0       | 0           | 0          | -            | -            | -            | -            | 6        | 0      | 0           | 0          |
| F. Moretti      | 13       | 0       | 1           | 0          | 0            | 0            | 0            | 0            | 13       | 0      | 1           | 0          |
| L. Nanni        | 0        | 0       | 0           | 0          | 0            | 0            | 0            | 0            | 0        | 0      | 0           | 0          |
| A. Narciso      | 37       | -51     | 2           | 0          | 2            | -6           | 0            | 0            | 39       | -57    | 2           | 0          |
| S. Olivi        | 28       | 0       | 9           | 0          | 0            | 0            | 0            | 0            | 28       | 0      | 9           | 0          |
| E. Padella      | 30       | 1       | 12          | 0          | 1            | 0            | 0            | 0            | 31       | 1      | 12          | 0          |
| M. Petráš       | 33       | 0       | 4           | 0          | 2            | 0            | 0            | 0            | 35       | 0      | 4           | 0          |
| Ronaldo         | 23       | 0       | 9           | 2          | 0            | 0            | 0            | 0            | 23       | 0      | 9           | 2          |
| F. Sciacca      | 16       | 1       | 7           | 1          | -            | -            | -            | -            | 16       | 1      | 7           | 1          |
| F. Sforzini     | 38       | 20      | 9           | 0          | 2            | 1            | 0            | 0            | 40       | 21     | 9           | 0          |
| S. Viotti       | 5        | -9      | 0           | 0          | -            | -            | -            | -            | 5        | -9     | 0           | 0          |
| P. Zanetti      | 14       | 0       | 2           | 0          | 2            | 0            | 2            | 0            | 16       | 0      | 4           | 0          |